# L'Occupation en 26 images
Pour plus de détails, voir Fiche technique et Distribution.
L'Occupation en 26 images (Okupacija u 26 slika) est un film yougoslave réalisé par Lordan Zafranović, sorti en 1978.
Il est présenté en sélection officielle au Festival de Cannes 1979.

## Fiche technique
- Titre original : Okupacija u 26 slika
- Titre français : L'Occupation en 26 images
- Réalisation : Lordan Zafranović
- Scénario : Lordan Zafranović et Mirko Kovac
- Pays d'origine : Yougoslavie
- Format : Couleurs - 35 mm - 2,35:1 - Mono
- Genre : drame, guerre
- Durée : 116 minutes
- Date de sortie : 1978

## Distribution
- Frano Lasić : Niko
- Milan Strljic : Toni
- Tanja Poberznik : Ane
- Boris Kralj : Baldo
- Ivan Klemenc : Miho
- Gordana Pavlov : Mara
- Stevo Zigon : Hubicka
- Bert Sotlar : Stijepo
- Marija Kohn : Luce
- Karlo Bulic : Pasko
- Zvonko Lepetic : Gavran
- Milan Erak : Maras
- Antun Nalis : Paolo
- Tanja Boskovic : Pina
- Izet Hajdarhodzic : Dum Djivo

## Récompenses
- 1978 : Grande Arène d'or du meilleur film au Festival du film de Pula.